# 211 Isolda
211 Isolda је астероид главног астероидног појаса са пречником од приближно 143,19 km.
Афел астероида је на удаљености од 3,532 астрономских јединица (АЈ) од Сунца, а перихел на 2,544 АЈ.
Ексцентрицитет орбите износи 0,162, инклинација (нагиб) орбите у односу на раван еклиптике 3,883 степени, а орбитални период износи 1934,810 дана (5,297 година).
Апсолутна магнитуда астероида је 7,89 а геометријски албедо 0,060.
Астероид је откривен 10. децембра 1879. године.